# Joe Wu
Joe Wu (chinesisch 吳一凡, Pinyin Wú Yīfán; * 20. Januar 1986 in Taichung, Taiwan) ist ein neuseeländischer Badmintonspieler. 

## Karriere
Joe Wu wurde 2006 Dritter bei den Victoria International. 2008 wurde er ebenfalls Dritter bei der Ozeanienmeisterschaft. 2009 gewann er alle drei möglichen Titel bei den neuseeländischen Meisterschaften. Im gleichen Jahr nahm er auch an den Badminton-Weltmeisterschaften teil. 2010 wurde er Ozeanienmeister im Herreneinzel.

## Sportliche Erfolge
| Saison | Veranstaltung                 | Disziplin    | Platz | Name                            |
| ------ | ----------------------------- | ------------ | ----- | ------------------------------- |
| 2004   | Auckland International        | Mixed        | 3     | Joe Wu / Kimberley Windsor      |
| 2006   | Victoria International        | Herrendoppel | 3     | Chris Lee / Joe Wu              |
| 2008   | Ozeanienmeisterschaft         | Herrendoppel | 3     | Kevin Dennerly-Minturn / Joe Wu |
| 2009   | Neuseeländische Meisterschaft | Herrendoppel | 1     | Oliver Leydon-Davis / Joe Wu    |
| 2009   | Neuseeländische Meisterschaft | Mixed        | 1     | Joe Wu / Danielle Barry         |
| 2009   | Neuseeländische Meisterschaft | Herreneinzel | 1     | Joe Wu                          |
| 2009   | Auckland International        | Herreneinzel | 2     | Joe Wu                          |
| 2009   | Auckland International        | Herrendoppel | 3     | Henry Tam / Joe Wu              |
| 2010   | Ozeanienmeisterschaft         | Herreneinzel | 1     | Joe Wu                          |
| 2012   | Carebaco-Meisterschaft        | Herreneinzel | 1     | Joe Wu                          |
| 2012   | Argentina International       | Herreneinzel | 1     | Joe Wu                          |